# Megalopolisul Marilor Lacuri
Megalopolisul Marilor Lacuri, numit și ChiPitts, este megalopolis format dintr-un grup de metropole nord-americane care înconjoară regiunea Marilor Lacuri, în special între vestul mijlociu al Statelor Unite ale Americii, sudul zonei Ontario din Canada, împreuna cu mari porțiuni din Pennsylvania, New York și Quebec. Regiunea se extinde de la Chicago și Milwaukee până la Detroit și Toronto, și include Buffalo, Cincinnati, Cleveland, Columbus, Dayton, Akron, Erie, Fort Wayne, Grand Rapids, Indianapolis, Louisville, Ottawa, Quad Cities, Rochester, South Bend și Toledo, extremitatea estică ajungând până la Pittsburgh și Buffalo, iar cea vestică în  Kansas City și Orașele Gemene. În 2011 regiunea avea 59.144.461 de locuitori, și se estimează că până în 2025 va ajunge la 65 de milioane.

## Istorie

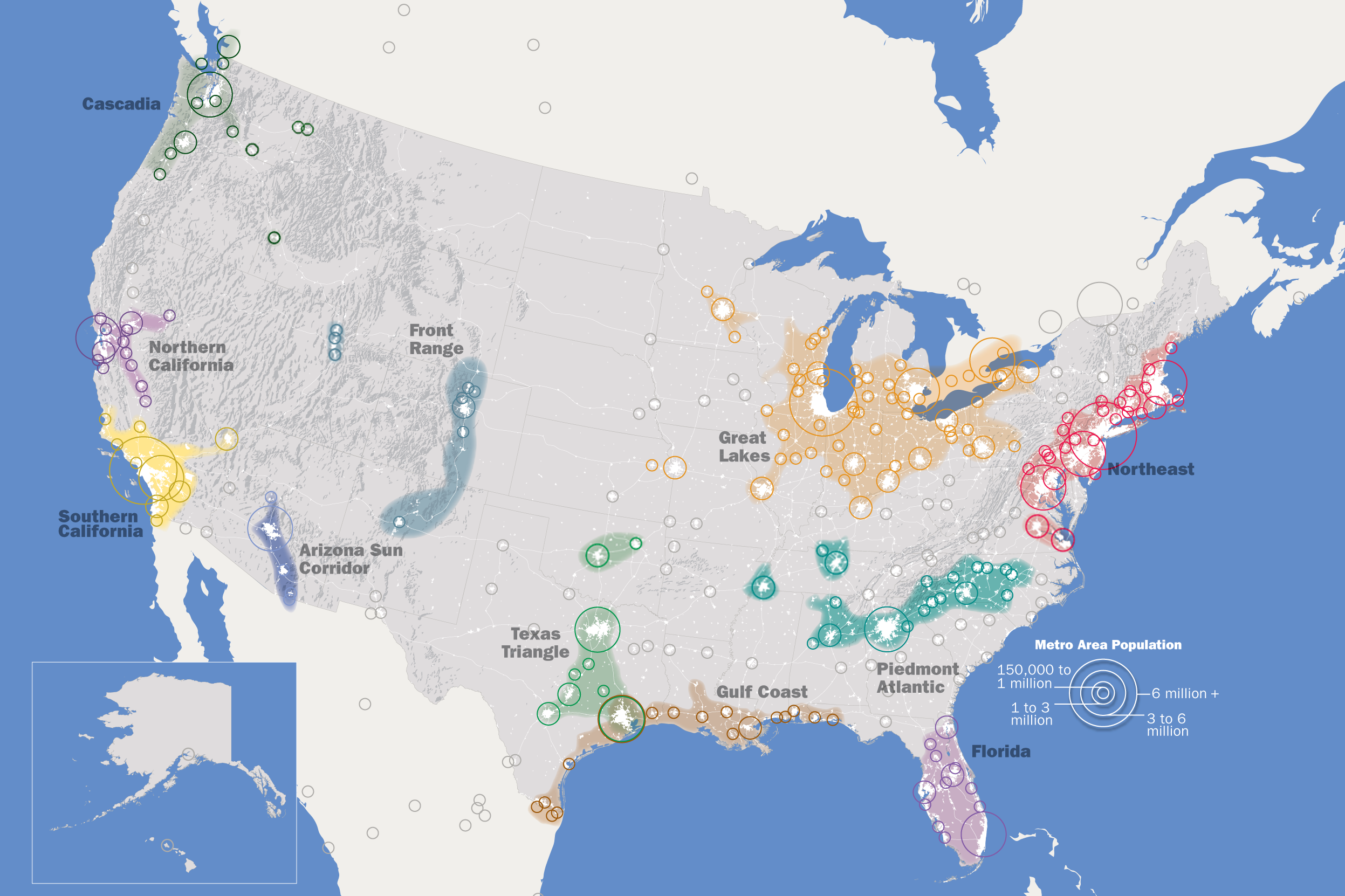
Harta megaregiunilor americane

Regiunea a fost parțial recunoscută ca un megalopolis independent în 1961 de către geograful francez Jean Gottman în cartea sa Megalopolis: The Urbanized Northeastern Seaboard of the United States (Megalopolis: Zona urbanizata de pe coasta de nord-est a Statelor Unite). Gottman a scris despre dezvoltarea a trei megalopolisuri: BosWash, de la Boston la Washington D.C.; ChiPitts, de la Chicago la Pittsburgh, și SanSan de la San Francisco la San Diego. În 1965 Herman Kahn a speculat cu privire la viitorul celor 3 megalopolisuri în anul 2000, considerându-le numele ridicole și nemenționându-l pe Gottman. Între 1960 și 1970, planificatorul urban si arhitectul Constantinos Doxiadis a publicat cărți și studii inclusiv cele referitoare la potențialul de creștere al Megalopolisului Marilor Lacuri. În lucrările sale, Dexodis considera Detroitul centrul zonei urbane a Megalopolisului Marilor Lacuri.

## Economie
Conform Brookings Institution, regiunea Marilor Lacuri considerată ca o țară aparte, ar avea una dintre cele mai mari economii din lume (cu un produs regional brut de 4,5-trilioane $). Marile Lacuri conțin o cincime din cantitatea de apă dulce de pe glob si au o lungime totală a malurilor de 17.017 km. Aproximativ 200 de milioane de tone de mărfuri sunt expediate din zona marilor lacuri în fiecare an.

## Demografie
Regiunea are o populație estimată de 59 de milioane de locuitori și se presupune că va ajunge la peste 65 de milioane până în anul 2025.

## Orașe
| Poz. | Suprafață                          | Stat/ Provincie | Imagine | Populație în 2009 CSA/CMA | Populație estimată pentru 2025 | Sporire estimată 2009-2025 | Sporire în % estimată 2009-2025 | Populație în 2011/GLM Rank |
| ---- | ---------------------------------- | --------------- | ------- | ------------------------- | ------------------------------ | -------------------------- | ------------------------------- | -------------------------- |
| 1    | Chicago                            | IL-IN-WI        |         | 9.804.845                 | 10.746.109                     | 941.264                    | 8.7                             | 9.504.000 (#1)             |
| 2    | Toronto                            | ON              |         | 5.741.400                 | 7.787.000                      | 2.045.600                  | 35.6                            | (2010) 6.570.000 (#2)      |
| 3    | Detroit                            | MI              |         | 5.318.744                 | 5.199.608                      | -119.136                   | -0.14                           | 4.285.000 (#3)             |
| 4    | Montreal                           | QC              |         | 3.859.300                 | 4.246.931                      | 387.631                    | 10.1                            | (2010) 4.080.000 (#4)      |
| 5    | Minneapolis – Saint Paul           | MN-WI           |         | 3.604.460                 | 4.031.000                      | 426.540                    | 11.8                            | 3.318.000 (#5)             |
| 6    | St. Louis                          | MO-IL           |         | 2.892.874                 | 3.049.000                      | 156.126                    | 5.4                             | 2.817.000 (#6)             |
| 7    | Cleveland — Akron                  | OH              |         | 2.891.988                 | 3.172.000                      | 280.012                    | 9.7                             | 2.068.000 (#9)             |
| 8    | Pittsburgh                         | PA              |         | 2.445.117                 | 2.868.818                      | 367.299                    | 15.0                            | 2.359.000 (#7)             |
| 9    | Cincinnati                         | OH-KY-IN        |         | 2.214.954                 | 2.448.000                      | 233.046                    | 10.5                            | 2.138.000 (#8)             |
| 10   | Indianapolis                       | IN              |         | 1.928.982                 | 2.270.112                      | 341.130                    | 16.5                            | 1.778.000 (#11)            |
| 11   | Kansas City                        | MO-KS           |         | 2.038.724                 | 2.293.564                      | 254.840                    | 12.5                            | 1.679.000 (#12)            |
| 12   | Columbus                           | OH              |         | 2.031.229                 | 2.446.450                      | 415.221                    | 20.4                            | 1.858.000 (#10)            |
| 13   | Milwaukee                          | WI              |         | 2.025.898                 | 2.129.949                      | 103.706                    | 1.1                             | 1.562.000 (#13)            |
| 14   | Ottawa – Gatineau                  | ON-QC           |         | 1.451.415                 | 1.596.556                      | 145.141                    | 10.0                            | (2010) 1.236.000 (#15)     |
| 15   | Louisville                         | KY-IN           |         | 1.395.634                 | 1.602.456                      | 206.822                    | 14.8                            | 1.294.000 (#14)            |
| 16   | Grand Rapids                       | MI              |         | 1.327.366                 | 1.530.000                      | 202.634                    | 15.3                            | 779.000 (#19)              |
| 17   | Buffalo                            | NY              |         | 1.203.493                 | 1.040.400                      | -163.093                   | -13.5                           | 1.134.000 (#16)            |
| 18   | Rochester                          | NY              |         | 1.149.653                 | 1.078.600                      | -71.053                    | -6.2                            | 1.055.000 (#17)            |
| 19   | Dayton                             | OH              |         | 1.066.261                 | 1.066.261                      | 0                          | 0                               | 845.000 (#18)              |
| 20   | Hamilton                           | ON              |         | 740.200                   | 954.858                        | 214.658                    | 29.1                            | 721.000 (#20)              |
| 21   | Toledo                             | OH-MI           |         | 672.220                   | 672.220                        | 0                          | 0                               |                            |
| 22   | Madison                            | WI              |         | 628.947                   | 820.483                        | 191.563                    | 30.5                            |                            |
| 23   | South Bend-Mishawaka-Elkhart       | IN-MI           |         | 564.943                   | NA                             | NA                         | NA                              |                            |
| 24   | Lansing                            | MI              |         | 523.609                   | 547.325                        | 23.716                     | 4.6                             |                            |
| 25   | Kitchener – Waterloo               | ON              |         | 492.400                   | 635.196                        | 142.796                    | 29.1                            |                            |
| 26   | London                             | ON              |         | 492.200                   | 634.938                        | 142.738                    | 29.1                            |                            |
| 27   | Rockford                           | IL              |         | 455.595                   | 499.400                        | 43.805                     | 9.9                             |                            |
| 28   | Fort Wayne                         | IN              |         | 414.315                   | 455.623                        | 39.366                     | 9.9                             |                            |
| 29   | St. Catharines – Niagara           | ON              |         | 404.400                   | 521.676                        | 117.276                    | 29.0                            |                            |
| 30   | Davenport-Rock Island-Moline       | IA-IL           |         | 379.690                   | 452.565                        | 72.875                     | 26.1                            |                            |
| 31   | Fox Cities                         | WI              |         | 360.000                   | NA                             | NA                         | NA                              |                            |
| 32   | Oshawa                             | ON              |         | 356.177                   | 419.067                        | 62.890                     | 17.7                            |                            |
| 33   | Windsor                            | ON              |         | 330.900                   | 426.861                        | 95.961                     | 29                              |                            |
| 34   | Green Bay                          | WI              |         | 304.783                   | NA                             | NA                         | NA                              |                            |
| 35   | Erie                               | PA              |         | 280.985                   | N/A                            | N/A                        | N/A                             |                            |
| 36   | Duluth-Superior                    | MN-WI           |         | 279.771                   | N/A                            | N/A                        | N/A                             |                            |
|      | Total CSA/CMA of major metro areas | US-Canada       |         | 59.781.623                | 65.735.336                     | 6.234.698                  |                                 |                            |

## Galerie

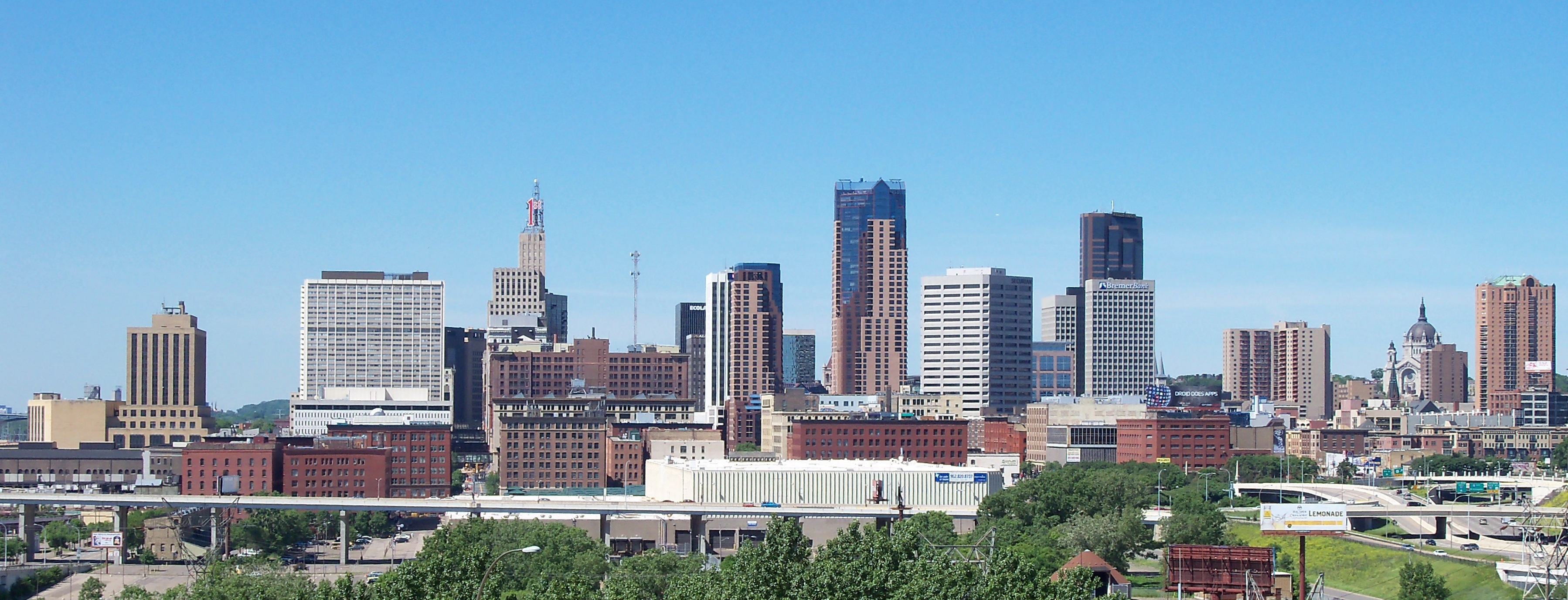
Saint Paul
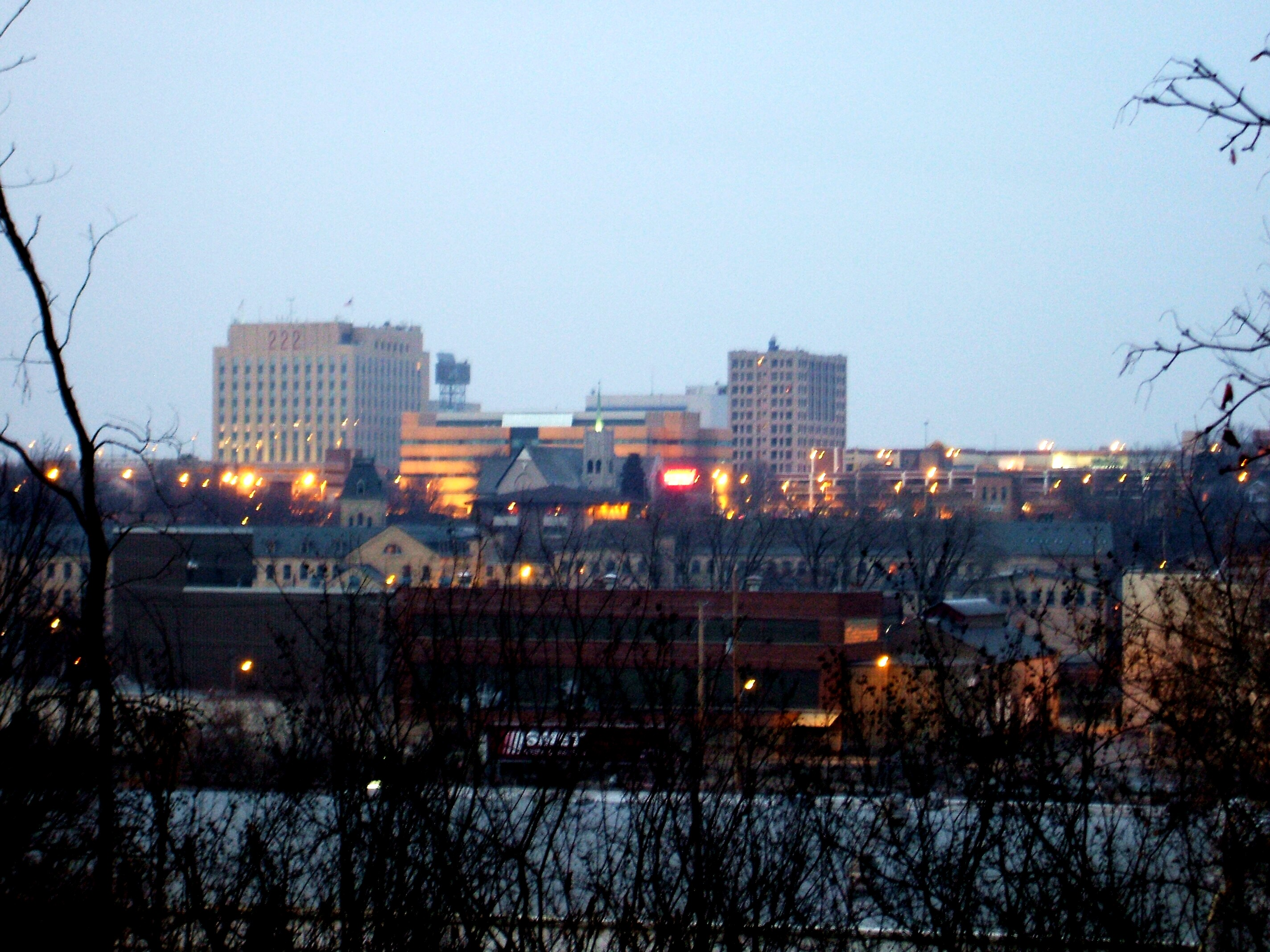
Fox Cities
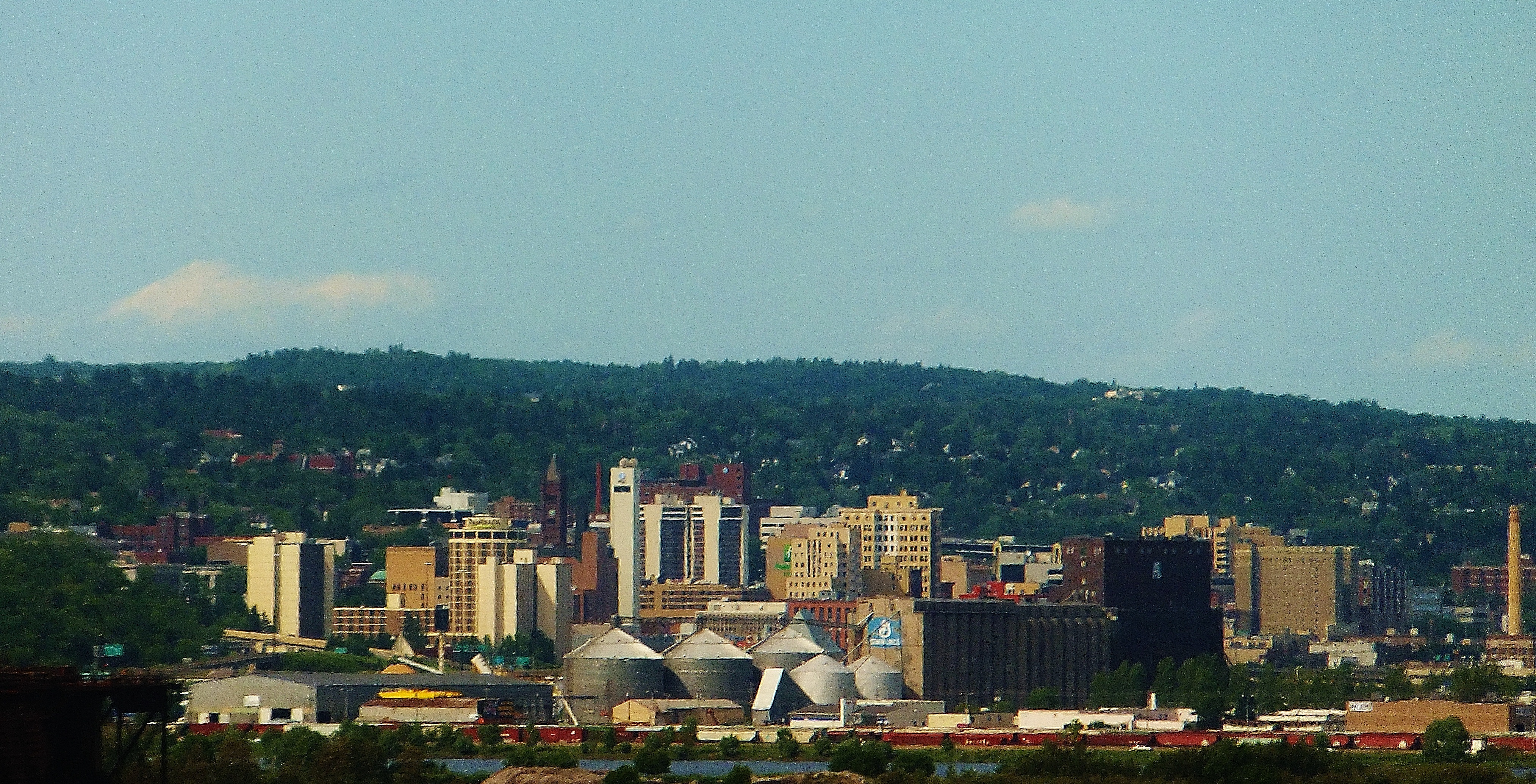
Duluth
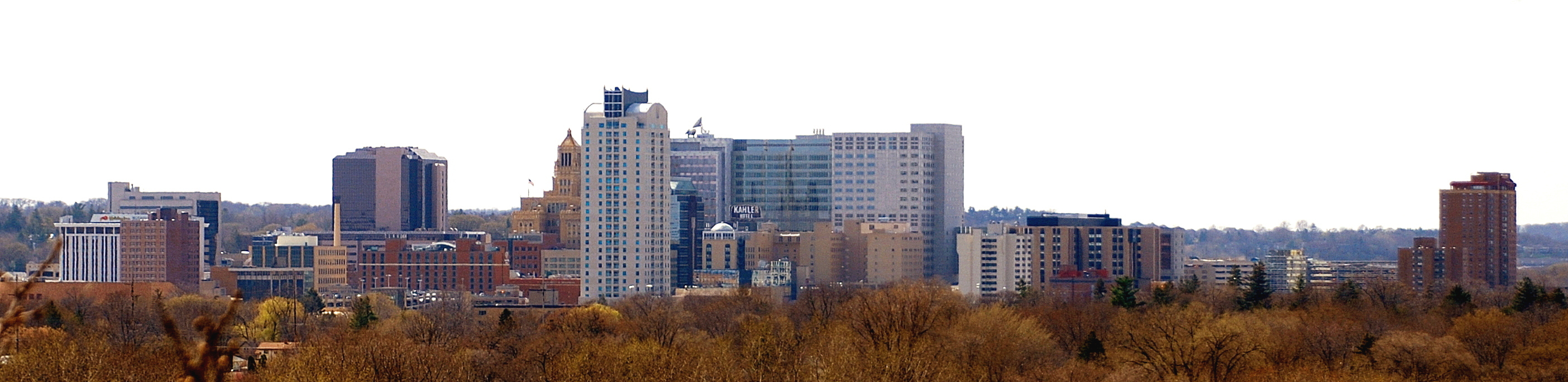
Rochester (MN)